# Kometernes jul
Kometernes Jul er en dansk tv-julekalender fra TV 2, som blev vist i december 2021.

## Produktion
Julekalenderen blev produceret af Nordisk Film Series ved producer Trin Hjortkjær Thomsen, skabt af hovedforfatter, Jenny Lund Madsen, og instrueret af Ask Hasselbalch. Serien blev et hit med gennemsnit på 816.000 seere til de 24 afsnit på flow-tv. Andreas Odbjerg stod bag titelsangen ‘God jul’, sangen blev i løbet af December måned streamet 2 millioner gange på Spotify. 

## Medvirkende
| Skuespiller                           | Rolle                  |
| ------------------------------------- | ---------------------- |
| Søs Egelind                           | Bolette-Henriette      |
| Martin Greis                          | Panda-Søren            |
| Molly Blixt Egelind                   | Anna                   |
| Shireen Rasool Elahi Panah            | Noor                   |
| Bertil Smith                          | Elias                  |
| Anna Frederikke Heerulff Christiansen | Lille Mie              |
| Luca Reichardt Ben Coker              | Lille Johannes         |
| Alice Finn Caspersen                  | Store Mie              |
| Oscar Dietz                           | Store Johannes         |
| Lotte Andersen                        | Mette                  |
| Kurt Ravn                             | Viggo V.               |
| Laura Bro                             | Kirsten                |
| Kerstin Jannerup Gjesing              | Mathilde               |
| Dan Jakobsen                          | Lille Tanja            |
| Nicklas Søderberg Lundstrøm           | Store Tanja            |
| Adam Ild Rohweder                     | Tom                    |
| Morten Hemmingsen                     | Laurids, Johannes’ far |
| Janus Nabil Bakrawi                   | Karim, Noor’s far      |
| Özlem Saglanmak                       | Agnete                 |
| Marcuz Jess Petersen                  | Buster Båster          |
| Emma Grant-Rosendahl                  | Alba                   |
| Marco Simphiwe Winther Almind         | Pelle                  |
| Arthur Ditlev Wadstrøm                | Simon                  |
| Petrine Agger                         | Karen                  |
| Amira Jasmina Jensen                  | Ivanka                 |
| Lars Bendix                           | Ældre Vagt             |
| Iris Mealor Olsen                     | Ella                   |
| Mikkel Hilgart                        | Niels, Mettes søn      |
| Mingus Hassing Hellemann              | Teenagerdreng          |
| Anne Vester Høyer                     | Kvindelig Betjent      |
| Zaki Nobel Meabil                     | Mandelig Betjent       |